# Live at River Plate (album)
Albums de AC/DC
Iron Man 2
(2010) Rock or Bust
(2014)
Live at River Plate est un double album en public sorti le 19 novembre 2012 sur le label Columbia Records par le groupe de hard rock australien, AC/DC.

## Historique
Cet album fut enregistré le 4 décembre 2009 au Stadio Monumental de Buenos Aires en Argentine. Les trois concerts (2, 4 et 6 décembre 2009) donnés font partie de la tournée Black Ice World Tour qui promotionne l'album Black Ice. Cet album fut précédé en 2011 par la sortie du DVD/Blu-Ray, Live at River Plate.
Cet album est le dernier sur lequel figure le guitariste rythmique et membre fondateur du groupe, Malcolm Young. Il se retira du groupe en 2014 à la suite de graves ennuis de santé.
En France cet album se classe à la 13e place du classements des albums et est certifié disque d'or.

## Liste des titres
Disque 1 :
| No  | Titre                        | Durée |
| --- | ---------------------------- | ----- |
| 1.  | Rock 'N Roll Train           | 4:41  |
| 2.  | Hell Ain't a Bad Place to Be | 4:27  |
| 3.  | Back in Black                | 4:14  |
| 4.  | Big Jack                     | 4:07  |
| 5.  | Dirty Deeds Done Dirt Cheap  | 4:58  |
| 6.  | Shot Down in Flames          | 3:47  |
| 7.  | Thunderstruck                | 5:32  |
| 8.  | Black Ice                    | 3:43  |
| 9.  | The Jack                     | 10:11 |
| 10. | Hells Bells                  | 5:38  |

Disque 2:
| No | Titre                                   | Durée |
| -- | --------------------------------------- | ----- |
| 1. | Shoot to Thrill                         | 5:55  |
| 2. | War Machine                             | 3:39  |
| 3. | Dog Eat Dog                             | 5:09  |
| 4. | You Shook Me All Night Long             | 4:01  |
| 5. | T.N.T.                                  | 3:57  |
| 6. | Whole Lotta Rosie                       | 5:57  |
| 7. | Let There Be Rock                       | 18:05 |
| 8. | Highway to Hell                         | 4:43  |
| 9. | For Those About to Rock (We Salute You) | 7:44  |

## Membres
- Angus Young : guitare rythmique, chœurs
- Malcolm Young : guitare solo
- Cliff Williams : basse, chœurs
- Phil Rudd : batterie
- Brian Johnson : chant

## Charts & certifications
Charts
| Pays                                  | Durée du classement | Meilleur classement | Date              |
| ------------------------------------- | ------------------- | ------------------- | ----------------- |
| Allemagne (GfK Entertainment)         | 15 semaines         | 57e                 | 7 décembre 2012   |
| Australie (ARIA Charts)               | 7 semaines          | 11e                 | 2 décembre 2012   |
| Autriche (Ö3 Austria Top 40)          | 16 semaines         | 3e                  | 7 décembre 2012   |
| Belgique (V) (Ultratop)               | 35 semaines         | 11e                 | 1er décembre 2012 |
| Belgique (W) (Ultratop)               | 35 semaines         | 17e                 | 1er décembre 2012 |
| Canada (Canadian Albums Chart)        | 1 semaine           | 16e                 | 8 décembre 2012   |
| Danemark (Tracklisten)                | 11 semaines         | 8e                  | 30 novembre 2012  |
| Écosse (Scottish Album Chart)         | 13 semaines         | 10e                 | 25 novembre 2012  |
| Espagne (Promusicae)                  | 54 semaines         | 12e                 | 2 décembre 2012   |
| États-Unis (Billboard 200)            | 5 semaines          | 66e                 | 8 décembre 2012   |
| Finlande (Suomen virallinen lista)    | 2 semaines          | 42e                 | 25 novembre 2012  |
| France (SNEP)                         | 13 semaines         | 22e                 | 1er décembre 2012 |
| Italie (FIMI)                         | 20 semaines         | 18e                 | 29 novembre 2012  |
| Norvège (VG-lista)                    | 12 semaines         | 6e                  | 12 décembre 2012  |
| Nouvelle-Zélande (RMNZ Albums Top40)  | 3 semaines          | 23e                 | 26 novembre 2012  |
| Pays-Bas (MegaCharts)                 | 8 semaines          | 30e                 | 2 décembre 2012   |
| Portugal (AFP)                        | 5 semaines          | 12e                 | 6 mai 2020        |
| Royaume-Uni (UK Albums Chart)         | 6 semaines          | 14e                 | 25 novembre 2012  |
| Royaume-Uni (UK Rock and Metal Chart) | 19 semaines         | 2e                  | 25 novembre 2012  |
| Suède (Sverigetopplistan)             | 18 semaines         | 13e                 | 4 janvier 2013    |
| Suisse (Schweizer Hitparade)          | 21 semaines         | 4e                  | 2 décembre 2012   |

Certifications
| Pays                       | Certification | Ventes    | Date              |
| -------------------------- | ------------- | --------- | ----------------- |
| Allemagne (BVMI)           | 2 × Platine   | 400 000 + | 2023              |
| Australie (ARIA)           | Or            | 35 000 +  | 6 décembre 2012   |
| Autriche (IFPI Austria)    | Or            | 15 000 +  | 20 décembre 2012  |
| Brésil (Pro-Música Brasil) | 2 × Platine   | 80 000 +  | ?                 |
| Danemark (IFPI Danmark)    | Or            | 10 000+   | 1er mars 2017     |
| Espagne (Promusicae)       | Or            | 20 000 +  | 1er décembre 2012 |
| France (SNEP)              | Or            | 50 000 +  | 2012              |
| Italie (FIMI)              | Or            | 20 000 +  | 2017              |
| Royaume-Uni (BPI)          | Or            | 100 000 + | 5 décembre 2014   |